# Estación de Bilzen
La estación de Bilzen es una estación de tren belga situada en Bilzen, en la provincia del Brabante Flamenco, región Flamenca.
Pertenece a la línea  de S-Trein Lieja.

## Situación ferroviaria
La estación se encuentra en la línea 34 (Lieja-Hasselt).

## Intermodalidad
| Bilzen Station | Bilzen Station       |         |
| Líneas regulares |                      |         |
| --- | -------------------- | ------- |
| \| Línea \| Recorrido \| Andén \| \| ----- \| -------------------- \| ------- \| \| 10 \| Tongeren ↔ Genk \| 3·4 \| \| 20a \| Maastricht ↔ Hasselt \| 1·2·5·6 \| \| 34a \| Tongeren ↔ Bilzen \| 2·5 \| |                      |         |
| Línea | Recorrido            | Andén   |
| 10 | Tongeren ↔ Genk      | 3·4     |
| 20a | Maastricht ↔ Hasselt | 1·2·5·6 |
| 34a | Tongeren ↔ Bilzen    | 2·5     |